# Igarka
Igarka (oroszul: Игарка) város Oroszország ázsiai részén, a Jenyiszej partján, a Krasznojarszki határterület Turuhanszki járásában.
Lakossága: 6183 fő (a 2010. évi népszámláláskor).

## Fekvése
A Jenyiszej Igarka nevű mellékágának jobb partján fekszik, 163 km-re az északi sarkkörön túl. Távolsága a folyón (a hajózási útvonalon) Krasznojarszktól kb. 1750 km; az innen délre fekvő Turuhanszktól 300 km, az északra fekvő Dugyinkától 240 km. Kikötője a Jenyiszej-öblön át tengeri hajók számára is elérhető.
Igarka örökké fagyott talajon épült, egyik nevezetessége éppen az Örökfagy Múzeum. December-január jelentős részében sarki éjszaka van; június-július a sarki nappal ideje, amikor a nap szinte soha nem nyugszik le teljesen. A város környéke tipikus északi tajga, sűrű tó- és folyóhálózattal. A Jenyiszej fő medre és mellékága által alkotott szigeten van a repülőtér, melyhez a folyón komp közlekedik.

## Történeti áttekintés
Igarka történetét hagyományosan 1929-től számítják, amikor megérkezett az építők első csoportja, hogy fafeldolgozó üzemet és a kész faáruk exportálására a folyó mellékágában teherkikötőt létesítsen. A később faipari kombináttá terebélyesedő üzem és a tengeri hajók fogadására is alkalmas kikötő volt az alapja a település gyors fejlődésének. 1931-ben Igarka városi rangot kapott. A feldolgozásra szánt faanyagot úsztatással juttatták le a Jenyiszej mellékfolyóiról. Raktárak, nagy teljesítményű fűrészüzemek épültek, bővítették a kikötőt. Az 1930-as évek végére azonban a faexport teljesen leállt. Halipari  kombinát, hajójavító üzem létesült.
1949-ben Igarkában volt az egyik központja a politikai foglyok tízezrei által 1949–1953 között épített, de be nem fejezett Szalehard–Igarka-vasútvonalnak. Az igarkai irányból folyó munka  központját 1950 elején áthelyezték a várostól kb. 100 km-rel délebbre fekvő Jermakovóba.
1962-ben a faipari kombinát készáruraktára leégett, és a tűzvész a zömmel faházakból épült lakónegyedekre is átterjedt. Utána szinte az egész várost újjá kellett építeni.
Az 1960-as évek elején Igarka gyors fejlődésnek indult, újból exportra is dolgozó fafeldolgozó központtá vált. A faipari kombinát és vele a teherkikötő forgalma az 1970-es évek közepén, 1980-as évek elején érte el fejlődésének csúcspontját. A Szovjetunió szétesése után a termelés is, a város is gyorsan hanyatlani kezdett.

## 21. század
A város lakossága az 1989. évi 18 820 főről 2002-re a felére csökkent. Napjainkra az iparszerű fafeldolgozás a városban lényegében befejeződött.
A helytörténeti múzeum két részlege közül az egyik az Örökfagy Múzeum, melyet a régebben itt működött örökfagy-kutató intézet részeként alakítottak meg. Az 1997-ben nyílt másik részleg a Szalehard–Igarka-vasútvonal építésének részleteit mutatja be és építőinek állít emléket.
A Kurejkán Szvetlogorszk településnél vízerőmű épült, (hivatalosan 2002 végén adták át rendeltetésének), mely Igarkát is villamosenergiával látja el. A várostól északnyugatra mintegy 120–150 km-re országos jelentőségű földgáz- és olajmezőket tártak fel, illetve vettek művelésbe. Közülük a Nagy-Heta folyó mentén, a vankori földgáz- és olajmezőn 2009-ben kezdődött meg az iparszerű kitermelés. A létesítmények munkarő utánpótlását csak légi úton lehet megoldani, ezért korszerűsítik és bővítik Igarka repülőterét. A szénhidrogénipar megjelenése a régióban Igarkának is további esélyt jelenthet a fejlődésre.